# Reckenstetten (Allersberg)

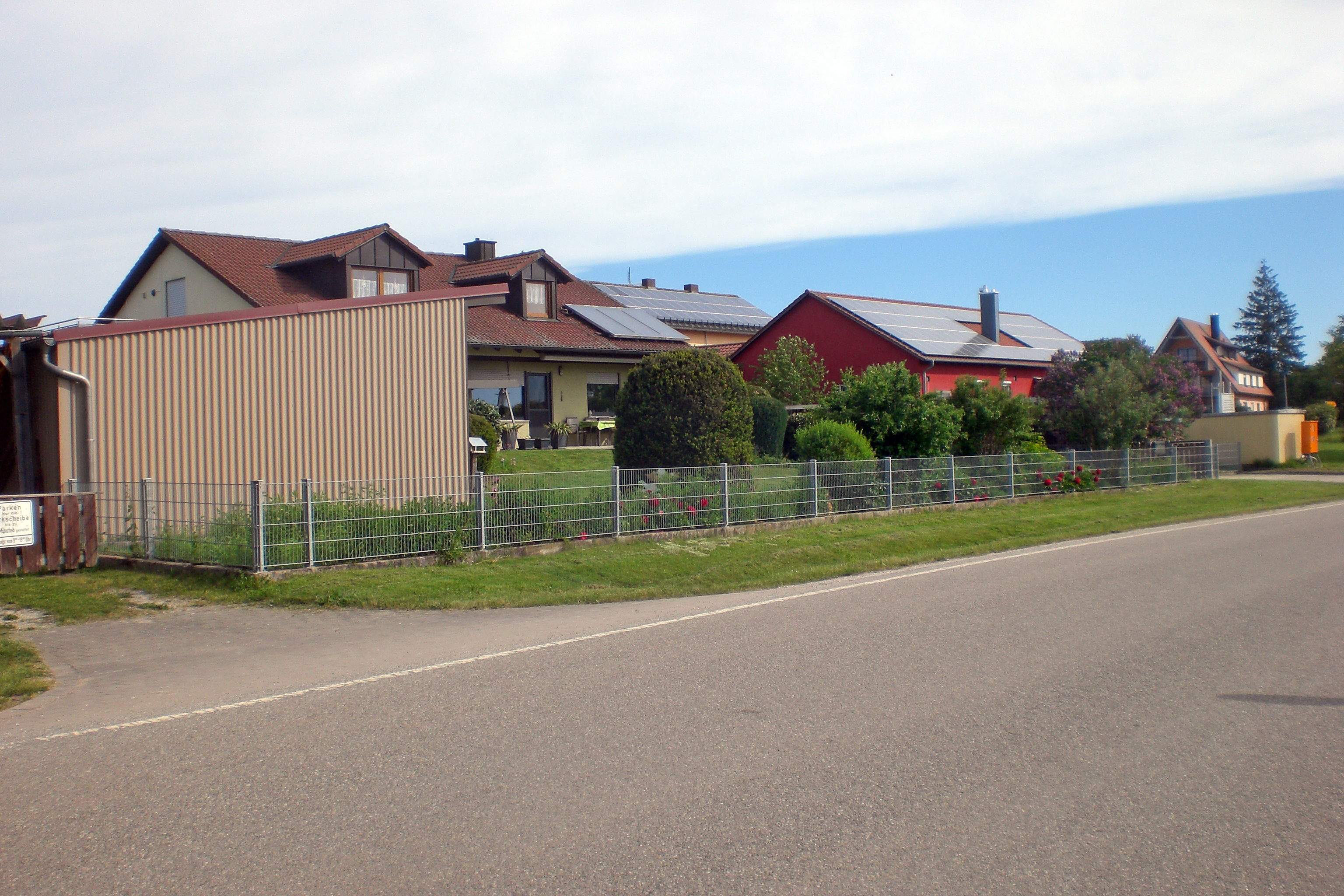
Reckenstetten (2024)

Reckenstetten ist ein Gemeindeteil des Marktes Allersberg im Landkreis Roth (Mittelfranken, Bayern). Reckenstetten liegt in der Gemarkung Ebenried.

## Lage
Das Dorf liegt unmittelbar an der Gemeindegrenze von Allersberg und der Rother Landkreisgrenze rechts der Schwarzach. Ein kleinerer Teil von Reckenstetten liegt links der Schwarzach und ist in die Stadt Freystadt eingemeindet. Die Staatsstraße 2237 führt an Allersberg vorbei zur Anschlussstelle 55 der Bundesautobahn 9 (5,6 km westlich) bzw. nach Rohr (2 km südöstlich). Gemeindeverbindungsstraßen führen nach Ebenried zur Kreisstraße RH 8 (2,3 km südlich) und nach Schwarzach (1,8 km nördlich).

## Ortsnamensdeutung
Der Ortsname enthält den Personennamen Recko.

## Geschichte
1283 und 1286 ist „Rukersteten“ im Zusammenhang einer Güterübereignung durch Ulrich von Obersulzbürg an das Deutschordenshaus in Nürnberg die Rede. Ob es einen Ortsadel und damit eine Burg gegeben hat, ist fraglich. 1360 gab  der Eichstätter Bischof den Zehent von „Ruchkersteten“ Albert von Wolfstein zu Sulzbürg zu Lehen. Der zuvor bayerische Ort wurde 1505 pfalzneuburgisch und war 1542–1578 an Nürnberg verpfändet. Die Reichsstadt führte 1542 die Reformation ein. Die Gegenreformation wurde 1627 unter Pfalzgraf Wolfgang Wilhelm durchgeführt. All dies betraf auch Reckenstetten. 1849 wurde die Kapelle St. Wendelin erbaut.
Gegen Ende des Alten Reiches, um 1800, bestand Reckenstetten aus acht Anwesen und einem Gemeindehirtenhaus. Das Hochgericht und die Dorf- und Gemeindeherrschaft übte das pfalz-neuburgische Landgericht Allersberg aus. Grundherren waren das Landrichteramt Allersberg (8 Anwesen) und das Kloster Seligenporten (1 Anwesen).
Im Rahmen des Gemeindeedikts (frühes 19. Jahrhundert) wurde Reckenstetten dem Steuerdistrikt Allersberg und der Ruralgemeinde Eppersdorf zugewiesen. Nach 1820 erfolgte die Umgemeindung nach Ebenried. Am 1. Januar 1972 wurde Reckenstetten im Zuge der Gebietsreform in Bayern nach Allersberg eingemeindet.

### Baudenkmäler
Neben der Ortskapelle gilt ein Grenzstein in Richtung Seligenporten als Baudenkmal.

### Einwohnerentwicklung
| Jahr      | 001818 | 001836 | 001861 | 001871 | 001885 | 001900 | 001925 | 001950 | 001961 | 001970 | 001987 |
| Einwohner | 40     | 65     | 49     | 45     | 52     | 51     | 51     | 47     | 47     | 39     | 40     |
| Häuser    | 9      | 9      |        |        | 10     | 10     | 10     | 10     | 10     |        | 12     |
| Quelle    | [ 17 ] | [ 18 ] | [ 19 ] | [ 20 ] | [ 21 ] | [ 22 ] | [ 23 ] | [ 24 ] | [ 25 ] | [ 26 ] | [ 1 ]  |

## Religion
Reckenstetten ist römisch-katholisch geprägt und bis heute nach Mariä Himmelfahrt (Allersberg) gepfarrt. Die Einwohner evangelisch-lutherischer Konfession gehören zur Pfarrei Ebenried.

## Wirtschaft
Es gibt eine Auto-Werkstatt, eine Landmetzgerei sowie einen Pferdehof.

## Vereine
Pony- und Pferde SV Reckenstetten e. V.